# 無線標定移動局
無線標定移動局（むせんひょうていいどうきょく）は、無線局の種別の一つである。

## 定義
総務省令電波法施行規則第4条第1項第18号に「無線標定業務を行う移動する無線局」と定義している。
関連する定義として
- 「無線標定業務」が第3条第1項第12号の2に「無線航行業務以外の無線測位業務」
- 「無線測位業務」が第3条第1項第9号に「無線測位のための無線通信業務」
- 「無線測位」が第2条第1項第29号に「電波の伝搬特性を用いてする位置の決定又は位置に関する情報の取得」

とある。

## 概要
定義を敷衍してみるとおり、船舶・航空機の航行以外の目的で位置決定又は位置情報を送受信する無線設備で移動可能なものである。
無線測位局の一種であり、移動業務に携わる無線局ではないので名称に移動とあっても移動局ではない。
船舶または航空機に開設すれば、船舶の無線局または航空機の無線局ともなる。（免許も参照）
具体的には、ラジオ・ブイ及びレーダーあるいはその原理を利用した自動速度違反取締装置、スピード測定器などのことである。

## 免許
無線局の免許人として外国籍の者が原則として排除されることは、電波法第5条第1項に欠格事由として規定されているが、例外として第2項に
- 第3号　船舶の無線局（船舶に開設する無線局のうち、電気通信業務（電気通信事業法 （昭和59年法律第86号）第2条第6号の電気通信業務をいう。以下同じ。）を行うことを目的とするもの以外のもの（実験等無線局及びアマチュア無線局を除く。）をいう。以下同じ。）であつて、船舶安全法 （昭和8年法律第11号）第29条の7に規定する船舶に開設するもの
- 第4号　航空機の無線局（航空機に開設する無線局のうち、電気通信業務を行うことを目的とするもの以外のもの（実験等無線局及びアマチュア無線局を除く。）をいう。以下同じ。）

引用の促音の表記は原文ママ
があり、ラジオ・ブイや船舶・航空機搭載の無線航行用以外のレーダーについては、外国人や外国の会社・団体でも船舶又は航空機上に無線標定移動局を開設できる。
種別コードはMR。有効期間は免許の日から5年。但し当初に限り有効期限は5年以内の一定の11月30日となる。（沿革を参照）
電波型式A2N、N0N又はP0Nで周波数10.525GHz又は24.2GHzで空中線電力が0.1W以下の無線標定用レーダー並びにラジオ・ブイは技術基準適合証明の対象であり、適合表示無線設備になれば簡易な免許手続の規定が適用され、予備免許や落成検査が省略されて免許される。
簡易な免許手続の適用外でも一部を除き登録検査等事業者等による点検ができるので、この結果に基づき落成検査が一部省略される。
- 自衛隊のレーダー及び移動体については、自衛隊法第112条第1項により免許を要せず、無線局数の統計にも含まれない。

用途
局数の推移に見る通り、その他の国家行政用（警察用を含む。）が多数を占めるが、総務省の「無線局免許情報及び無線局登録情報」では免許の詳細が公表されていない。すなわち、可搬式の速度違反取締装置などのことである。
続くのが漁業用でラジオ・ブイである。
スピードガンなどと呼ばれるスピード測定器はスポーツ・レジャー用、シリウス、生存者探索レーダーなどと呼ばれ消防レスキュー隊が用いる電磁波人命探査装置は消防用である。
電波型式、周波数、空中線電力
ラジオ・ブイの電波型式、周波数、空中線電力については、電波法施行規則第13条の3の3により、原則として次の中から指定される。
| 電波型式        | 周波数          | 空中線電力 |
| --------------- | --------------- | ---------- |
| A1A A1B F1B     | 1606.5～2850kHz | 3W以下     |
| A1A A1B F1B V1B | 41～44MHz       | 3W以下     |

- 同条但書きにより総合通信局長又は沖縄総合通信事務所長が特に必要と認める場合はこの限りでない。

表示
適合表示無線設備には技適マークの表示が義務付けられている。
また、技術基準適合証明番号又は工事設計認証番号の表示も必須とされ、上記の無線標定用レーダーを表す記号は技術基準適合証明番号の英字の1字目のQ、ラジオ・ブイが1－2字目のRYである。従前は工事設計認証番号にも表示を要した。
技適マーク#沿革を参照。
なお、ラジオ・ブイは従前は無線機器型式検定規則の対象（検定合格機器）で、検定マークの表示が義務付けられていた。これを表す記号は検定番号および機器の型式名の1字目のBであった。（無線機器型式検定規則 別表第8号）

### 旧技術基準の機器の使用
無線設備規則のスプリアス発射等の強度の許容値に関する技術基準改正

により、旧技術基準に基づく無線設備が免許されるのは「平成29年11月30日」まで
、
使用は「平成34年11月30日」まで

とされた。
対象となるのは、
- 「平成17年11月30日」[5]までに製造された機器、型式検定に合格した検定合格機器または認証された適合表示無線設備
- 経過措置として、旧技術基準により「平成19年11月30日」までに製造された機器[6]、型式検定に合格した検定合格機器[7]または認証された適合表示無線設備[8]

である。
新規免許は「平成29年12月1日」以降はできないが、使用期限はコロナ禍により「当分の間」延期された。
なお検定合格機器は設置が継続される限り検定合格の効力は有効とされるので、検定合格機器のラジオ・ブイは新たに使用期限が設定されても設置され続ける限り使用可能で再免許も可能である。
詳細は無線局#旧技術基準の機器の使用を参照。

## 操作
無線標定移動局は、政令電波法施行令第3条第2項第6号に規定する陸上の無線局であり、陸上のみならず海上又は上空にあっても第二級陸上特殊無線技士以上の無線従事者による管理（常駐するという意味ではない。）を要するのが原則である。
- 例として、気象観測船に搭載する気象観測用レーダーは、船舶局の無線設備の一つではなく無線標定移動局として免許され、操作には海上無線通信士・海上特殊無線技士ではなく第二級陸上特殊無線技士以上の無線従事者を要する。

例外を規定する電波法施行規則第33条の無線従事者を要しない「簡易な操作」から無線標定移動局に係わるものを抜粋する。
- 第6号(5)  適合表示無線設備のみを使用する無線局の無線設備の外部の転換装置で電波の質に影響を及ぼさないものの技術操作で告示するものに基づく告示[12]にあるもの
  - 告示第1項第5号 警察庁所属のもの以外のもので空中線電力0.1W以下のもの
    - 警察庁所属のものには都道府県警察で使用するものを含む。
- 第8号 別に告示するものに基づく告示[13]にある次のもの
  - 告示第3項第1号(3) ラジオ・ブイ
  - 告示第3項第1号(11) 平成2年4月30日現在予備免許又は免許を受けているもののうち、運動場又は競技場における運動競技に関し速度測定を行うために開設するものでN0N電波10.525GHzの周波数を使用するもの及び農用地又は競技場において作業機械の速度測定を行うために開設するものでN0N電波24.2GHzの周波数を使用するものの空中線電力0.1W以下の無線設備（電波の質に影響を及ぼす外部の転換装置がないもので、かつ、平成2年5月1日以降の取替え又は増設に係らないものに限る。）

上記の告示第1項第5号および告示第3項第1号(11) により適合表示無線設備の又は従前のこれに相当するスピードガンは無資格で操作できる。
自衛隊のレーダー及び移動体については、自衛隊法第112条第1項により無線従事者を要しない。

## 検査
- 落成検査は、上述の通り簡易な免許手続の対象であれば行われず、登録検査等事業者等の点検ができれば一部省略することもできる。
- 定期検査は、電波法施行規則第41条の2の6第15号により行われない。
- 変更検査は、落成検査と同様である。
- 自衛隊のレーダー及び移動体については、自衛隊法第112条第1項により検査が除外される。

## 沿革
1950年（昭和25年）
- 電波法施行規則[14]制定時には、無線標定について定義されておらず、無線測位局として免許
  - 免許の有効期間は5年間。但し、当初の有効期限は電波法施行の日から2年6ヶ月後（昭和27年11月30日）まで

- 電波法施行規則全部改正[15]時にラジオ・ブイが「3W以下の無線設備であつて、無線測位業務に使用するため浮標に取りつけたもの」と定義、無線従事者を要しない無線測位局として免許

引用の促音の表記は原文ママ
1952年（昭和27年）- 12月1日に最初の再免許
- 以後、無線測位局は5年毎の11月30日に満了するように免許される。

1958年（昭和33年）- 陸上に開設する無線測位局以外の無線測位局は運用開始の届出および免許の公示を要しない無線局に
- ラジオ・ブイなどは運用開始の届出および免許の公示が不要となった。

1960年（昭和35年）- ラジオ・ブイの局は無線業務日誌の備付けが不要に
1961年（昭和36年）
- 無線標定移動局、無線標定業務が定義、ラジオ・ブイが「浮標の用に供する無線設備であつて、無線測位業務に使用するもの」と定義[18]

引用の促音の表記は原文ママ
- ラジオ・ブイその他無線標定業務に相当する移動する無線測位局は、無線標定移動局に[19]
  - 以後、無線標定移動局は従前の無線測位局と同様の5年毎の11月30日に満了するように免許される。
- 検定合格機器であるラジオ・ブイに簡易な免許手続が適用されることに[20]

1962年（昭和37年）- ラジオ・ブイが型式検定の対象に
1964年（昭和39年）- 無線標定移動局は全て無線業務日誌の備付けが不要に
1980年（昭和55年）- ラジオ・ブイ以外の無線標定移動局は無線局免許証票を備え付けることに
1981年（昭和56年）- 特定無線設備の技術基準適合証明に関する規則（現・特定無線設備の技術基準適合証明等に関する規則）が制定、電波型式A0、A2又はF0（現N0N、A2N又はP0N）で周波数10.525GHzで空中線電力0.1W以下の無線標定用の無線局の無線設備がこの規則の対象（証明機器、現・適合表示無線設備）に
1988年（昭和63年）- 上記の証明機器と同じ電波型式、空中線電力で周波数が24.2GHzの機器も証明機器に
1990年（平成2年）- 操作にあるとおり5月1日以降は技適マークの無いものを含めスピードガンの操作には無線従事者が不要に
- 従前は特殊無線技士（レーダー）以上の無線従事者を要した。

1993年（平成5年）- 電波利用料制度化、料額の変遷は下表参照
1999年（平成11年）- 船舶の無線局及び航空機の無線局が規定され、外国籍の者が一部の船舶上または航空機上に無線標定移動局を開設できることに
2000年（平成12年）
- ラジオ・ブイが機器型式検定の対象外に[28]
  - 検定合格の効力は有効であり、従前の条件で免許可能[29]
- ラジオ・ブイが技術基準適合証明の対象（証明機器、現・適合表示無線設備）に[30]

2018年（平成30年）- 無線局免許状は常置場所に備え付けるものとされ、無線局免許証票の備付けは廃止
2022年（令和4年）- 船舶の無線局及び航空機の無線局の規定が現行のものとなり、外国籍の者が船舶上または航空機上に無線標定移動局を開設できることに
| 年度         | 総数  | その他国家行政用 | 漁業用 | 出典                 | 出典                           |
| ------------ | ----- | ---------------- | ------ | -------------------- | ------------------------------ |
| 平成11年度末 | 7,138 | 3,377            | 1,480  | 地域・局種別無線局数 | 平成11年度第4四半期末          |
| 平成12年度末 | 7,259 | 3,443            | 1,483  | 地域・局種別無線局数 | 平成12年度第4四半期末          |
| 平成13年度末 | 7,323 | 3,419            | 1,484  | 用途別無線局数       | H13 用途・業務・免許人・局種別 |
| 平成14年度末 | 6,264 | 3,386            | 1,196  | 用途別無線局数       | H14 用途・局種別無線局数       |
| 平成15年度末 | 6,531 | 4,132            | 1,275  | 用途別無線局数       | H15 用途・局種別無線局数       |
| 平成16年度末 | 7,476 | 4,722            | 1,307  | 用途別無線局数       | H16 用途・局種別無線局数       |
| 平成17年度末 | 7,549 | 4,036            | 1,333  | 用途別無線局数       | H17 用途・局種別無線局数       |
| 平成18年度末 | 7,607 | 4,638            | 1,346  | 用途別無線局数       | H18 用途・局種別無線局数       |
| 平成19年度末 | 6,795 | 3,686            | 1,105  | 用途別無線局数       | H98 用途・局種別無線局数       |
| 平成20年度末 | 6,790 | 3,287            | 1,112  | 用途別無線局数       | H20 用途・局種別無線局数       |
| 平成21年度末 | 6,992 | 3,279            | 2,894  | 用途別無線局数       | H21 用途・局種別無線局数       |
| 平成22年度末 | 7,061 | 3,294            | 1,134  | 用途別無線局数       | H22 用途・局種別無線局数       |
| 平成23年度末 | 7,063 | 3,253            | 1,117  | 用途別無線局数       | H23 用途・局種別無線局数       |
| 平成24年度末 | 6,456 | 2,946            | 906    | 用途別無線局数       | H24 用途・局種別無線局数       |
| 平成25年度末 | 6,522 | 2,894            | 917    | 用途別無線局数       | H25 用途・局種別無線局数       |
| 平成26年度末 | 6,379 | 2,745            | 1,006  | 用途別無線局数       | H26 用途・局種別無線局数       |
| 平成27年度末 | 6,331 | 2,591            | 1,013  | 用途別無線局数       | H27 用途・局種別無線局数       |
| 平成28年度末 | 6,138 | 2,385            | 1,032  | 用途別無線局数       | H28 用途・局種別無線局数       |
| 平成29年度末 | 5,795 | 2,285            | 858    | 用途別無線局数       | H29 用途・局種別無線局数       |
| 平成30年度末 | 5,830 | 1,683            | 873    | 用途別無線局数       | H30 用途・局種別無線局数       |
| 令和元年度末 | 6,012 | 2,167            | 861    | 用途別無線局数       | R01 用途・局種別無線局数       |
| 令和2年度末  | 5,996 | 2,097            | 868    | 用途別無線局数       | R02 用途・局種別無線局数       |
| 令和3年度末  | 5,967 | 2,020            | 879    | 用途別無線局数       | R03 用途・局種別無線局数       |
| 令和4年度末  | 4,915 | 1,690            | 790    | 用途別無線局数       | R04 用途・局種別無線局数       |
| 令和5年度末  | 4,960 | 1,651            | 798    | 用途別無線局数       | R05 用途・局種別無線局数       |

電波利用料額
電波法別表第6第1項の「移動する無線局」が適用される。
| 年月                                | 料額  |
| ----------------------------------- | ----- |
| 1993年（平成5年）4月                | 600円 |
| 1997年（平成9年）10月               | 600円 |
| 2006年（平成18年）4月               | 600円 |
| 2008年（平成20年）10月              | 400円 |
| 2011年（平成23年）10月              | 500円 |
| 2014年（平成26年）10月              | 600円 |
| 2017年（平成29年）10月              | 600円 |
| 2019年（令和元年）10月              | 400円 |
| 2022年（令和4年）10月               | 400円 |
| 注 料額は減免措置を考慮していない。 |       |

## その他
ラジオ・ブイには27MHz帯にも指定があったが1997年（平成9年）11月30日に廃止された。